# Cimetière principal de Francfort
Le cimetière principal de Francfort (en allemand : Hauptfriedhof Frankfurt) se trouve en Allemagne dans la ville de Francfort-sur-le-Main. Il a été inauguré en 1828 et constitue l'un des cimetières les plus étendus du pays, puisque sa surface est de 70,1 hectares. Ses chemins asphaltés s'étendent en tout sur vingt-quatre kilomètres et ceux en terre battue sur quarante kilomètres.
Parmi les personnalités inhumées au cimetière, on peut citer Alzheimer, Schopenhauer, Margarete Buber-Neumann et Winterhalter.

## Histoire
Les cimetières de la ville étant devenus trop petits, une commission est formée pour créer un cimetière paysager à l'anglaise et qui s'adresse à l'architecte Friedrich Rumpf (1795-1867) et au paysagiste Sebastian Rinz (1782-1831). Rumpf construit un portail monumental du côté ouest en style néoclassique flanqué de chaque côté d'un petit bâtiment. Il est décoré de colonnes doriques et de deux têtes d'ange du sculpteur Zwerger. Le premier enterrement a lieu le 1er juillet 1828. La ville a quarante-cinq mille habitants à cette époque. Le cimetière s'est agrandi au fur et à mesure de l'accroissement de la population. Il y avait par exemple quatre cent mille habitants en 1905.
Le cimetière est le lieu de manifestations socialistes pendant l'ère bismarckienne. Ainsi une foule de deux cents personnes assiste à l'inhumation du social-démocrate Hugo Hiller, le 22 juillet 1883. L'interdiction de faire flotter des drapeaux rouges ayant été outrepassée, la police charge, faisant de nombreux blessés et vingt morts. Le commissaire de police est suspendu.
Un nouveau portail imposant est construit en plus de l'ancien portail, en 1908. Il comporte une chapelle, une salle funéraire et un crématorium.

## Illustrations

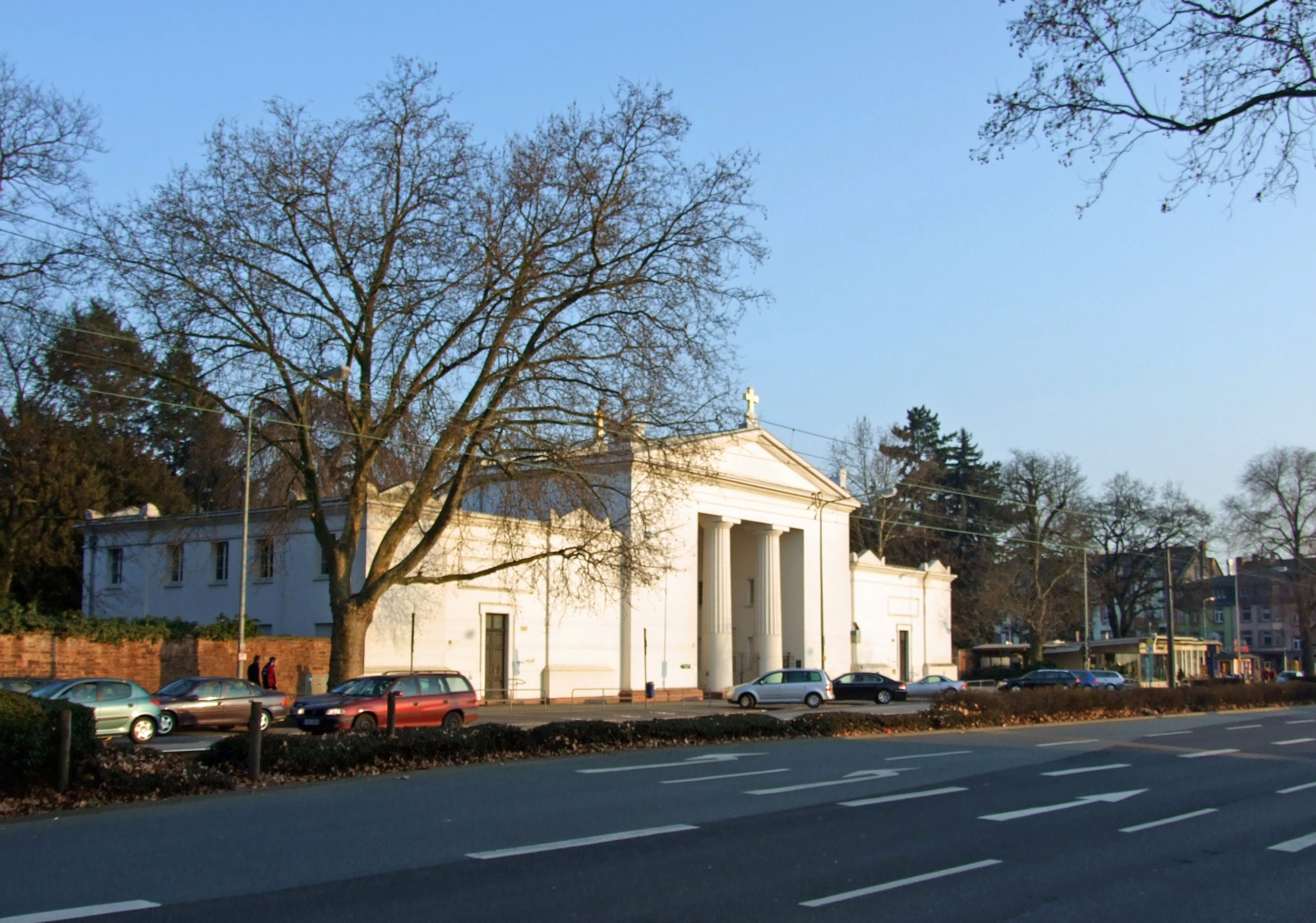
Vue de l'ancien portail
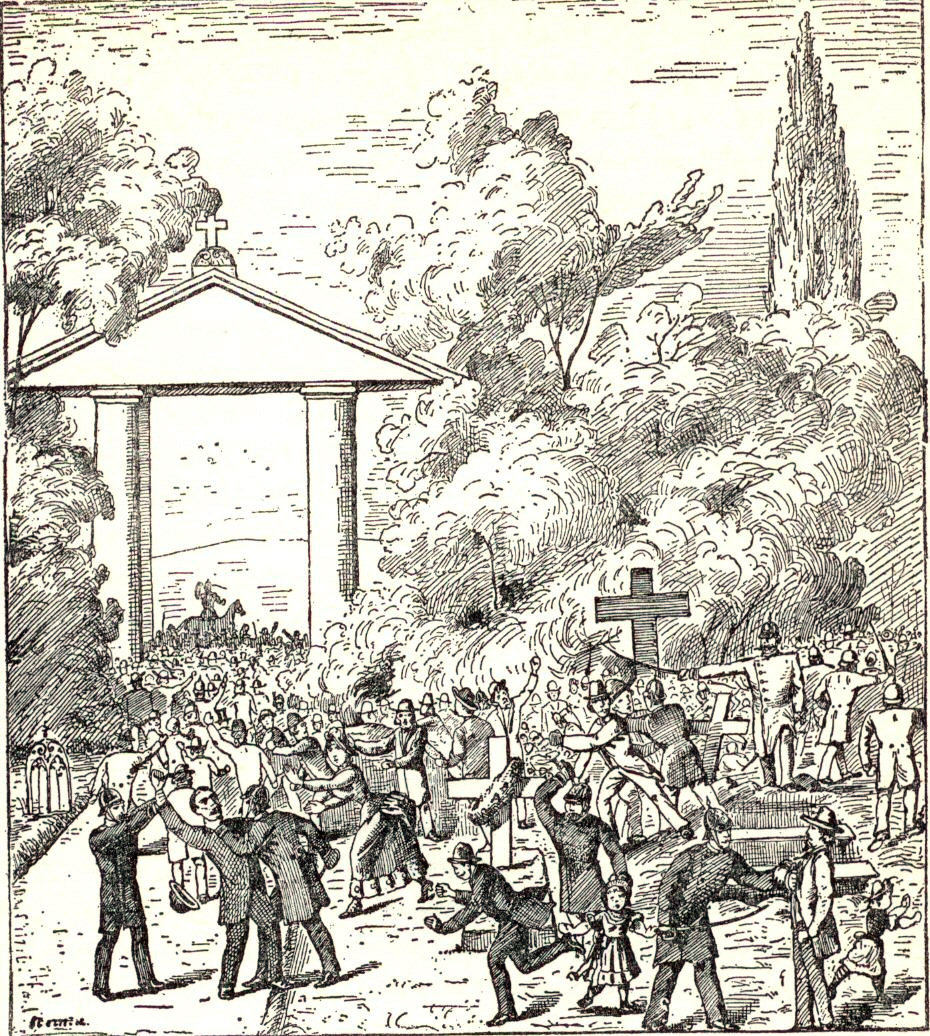
La manifestation de 1883 à l'enterrement d'Hiller réprimée par la police
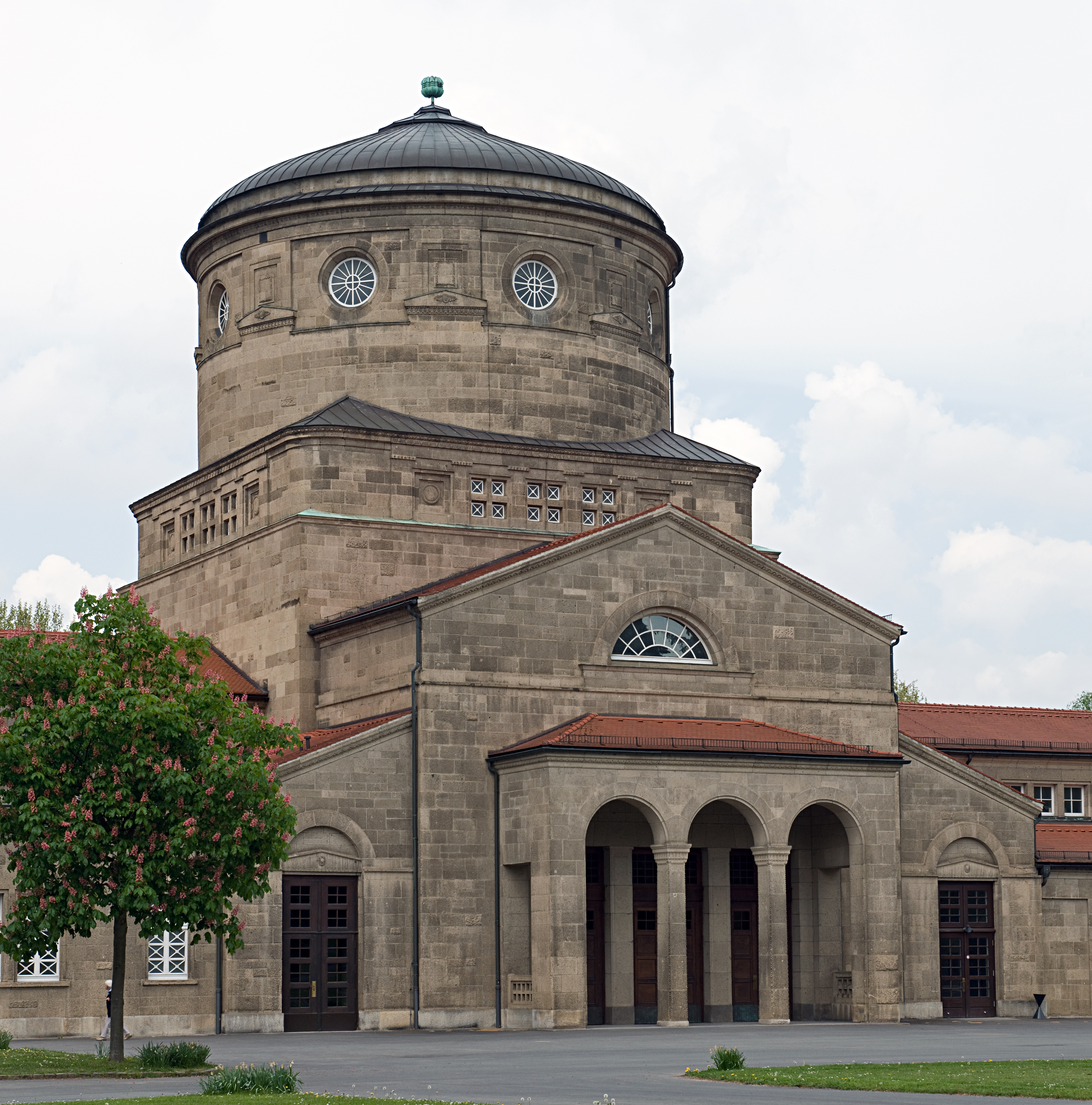
Vue du nouveau portail
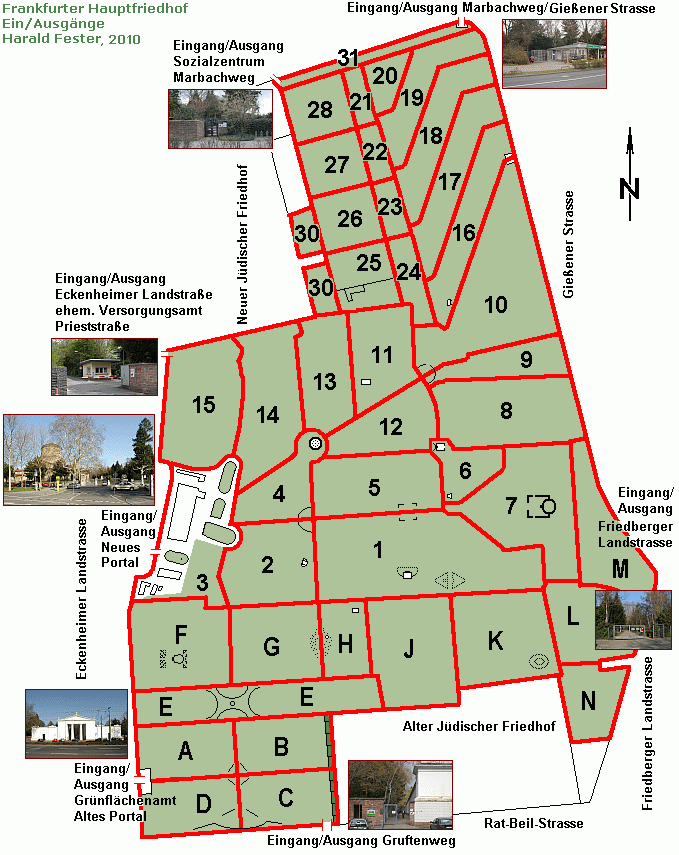
Plan du cimetière

## Quelques monuments

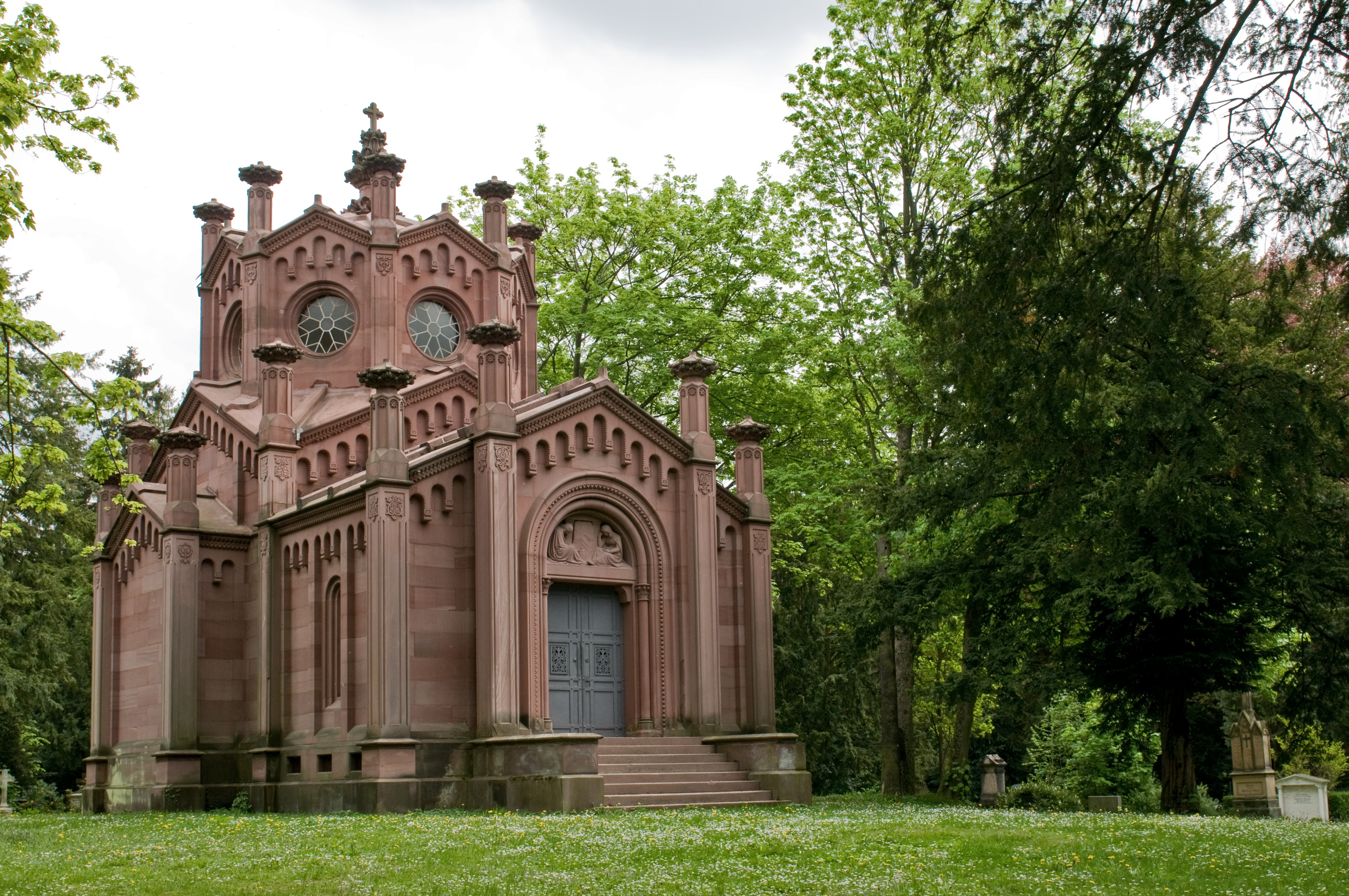
Vue de la chapelle funéraire Reichenbach-Lessonitz

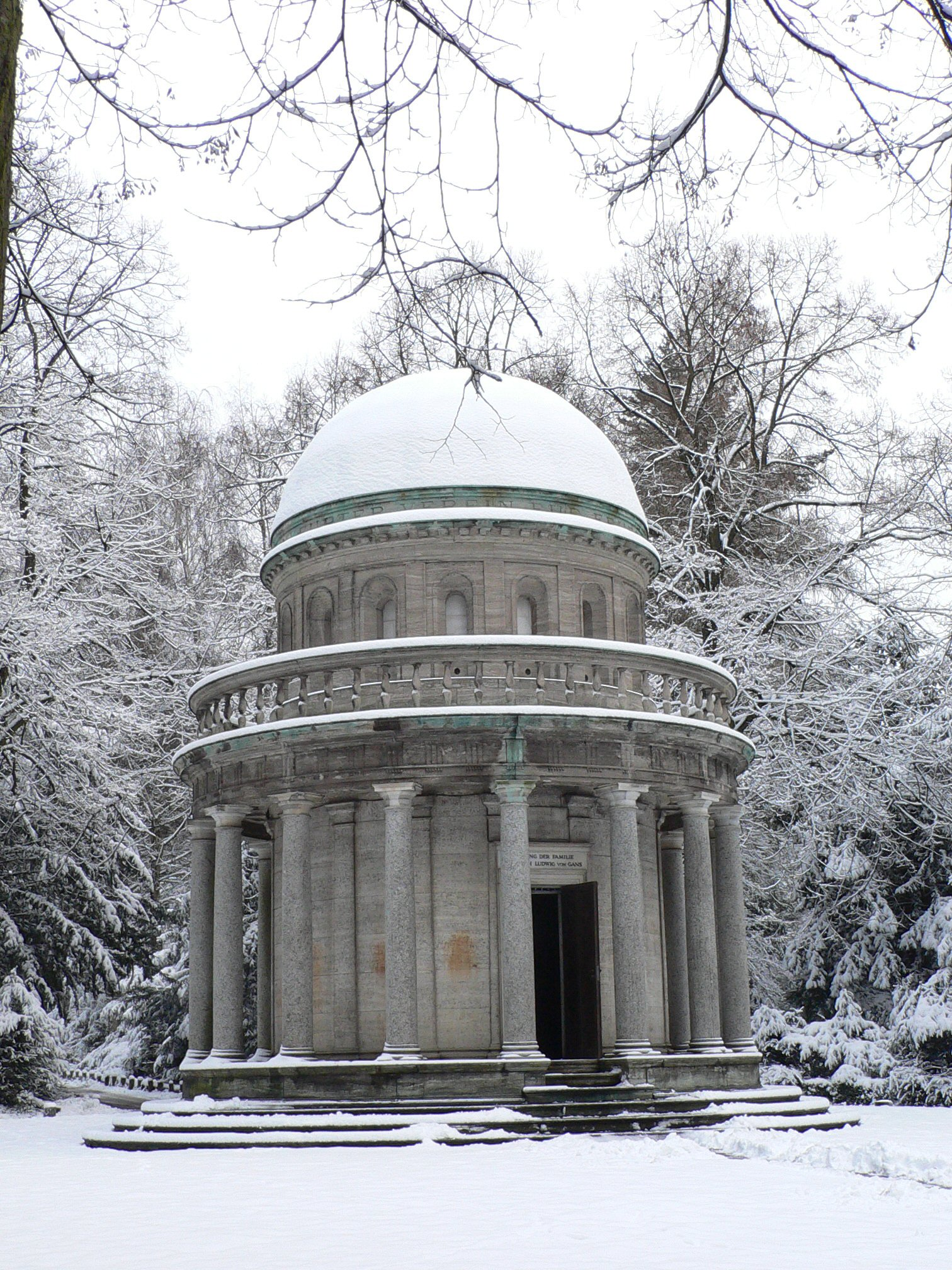
La chapelle funéraire de la famille Gans

Dans le secteur VII, un monument a été érigé en 1928 pour les morts de la Première Guerre mondiale. 1 625 soldats allemands et 41 prisonniers de guerre russes et serbes trouvent leur dernier repos à proximité. Derrière celui-ci 3 109 croix de granit se trouvent sur les tombes des victimes civiles et militaires des bombardements alliés de 1945. Une stèle commémorative aux victimes du national-socialisme se trouve dans le secteur I.
La chapelle funéraire de la famille Reichenbach-Lessonitz, en style néobyzantin, se trouve dans le secteur F. Elle est surmontée d'une coupole octogonale et a été construite par Friedrich Hessemer (1777-1847) entre 1845 et 1847.
La chapelle funéraire de la famille Gans se trouve dans le secteur IV au bout d'une allée de tilleuls. C'est le mausolée le plus grand du cimetière. Il a été construit en 1909 pour l'industriel Friedrich Ludwig von Gans (1833-1920), sur le modèle d'un petit temple dans le style de Bramante, ressemblant à l'église Saint-Pierre de Montorio à Rome. Il est ouvert au public.

## Personnalités enterrées au cimetière

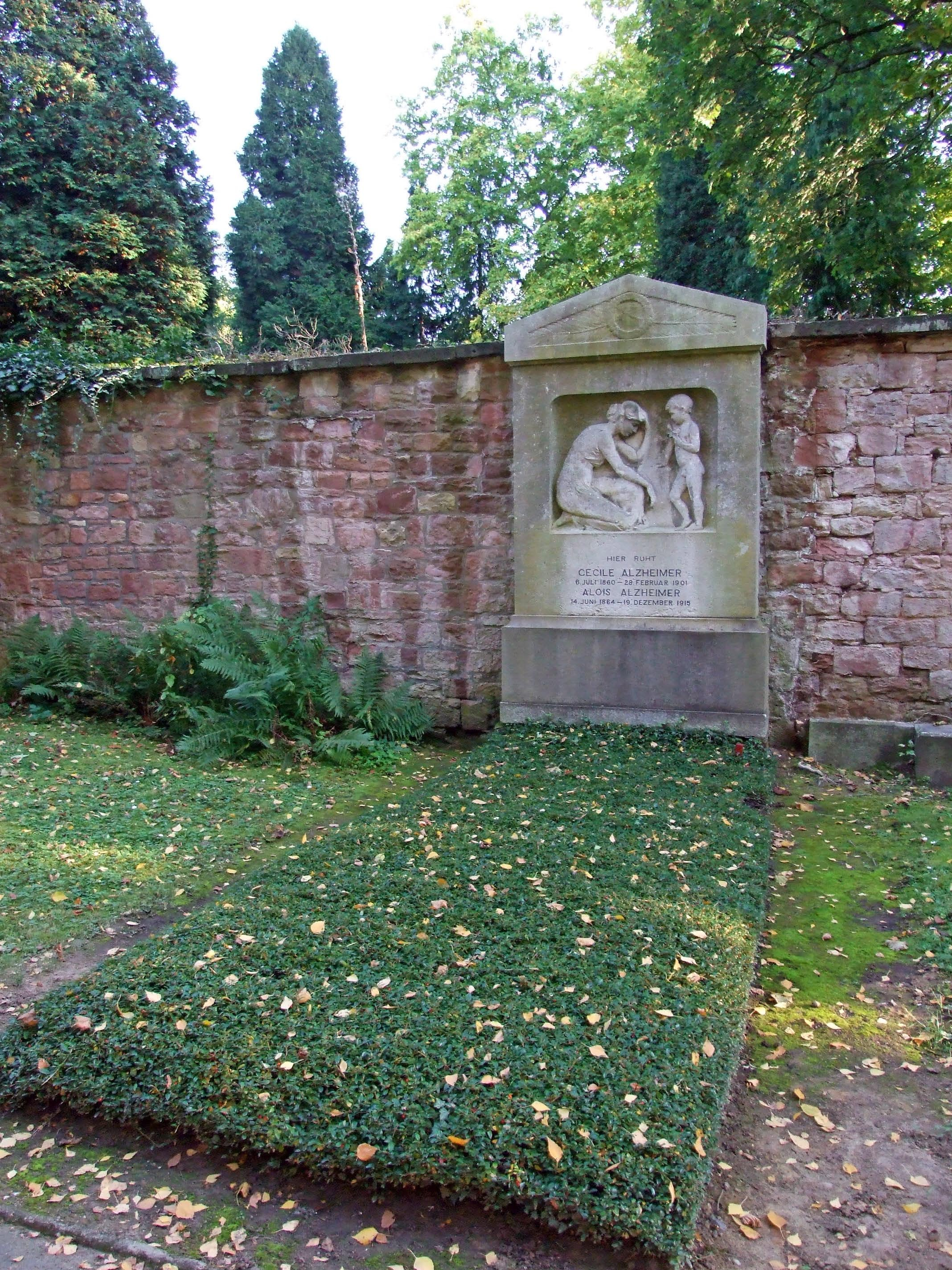
Tombe d'Alois Alzheimer

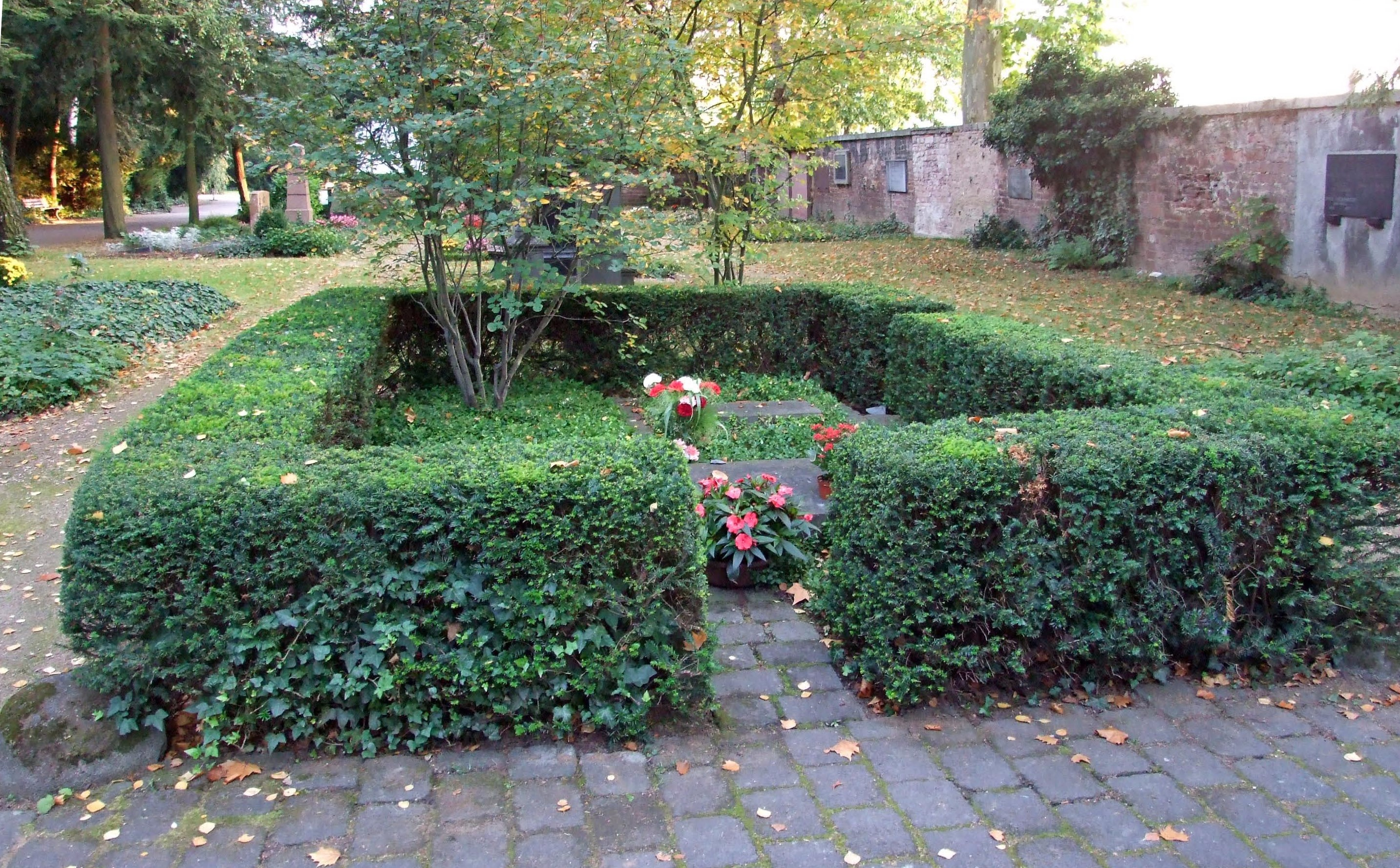
Tombe d'Arthur Schopenhauer

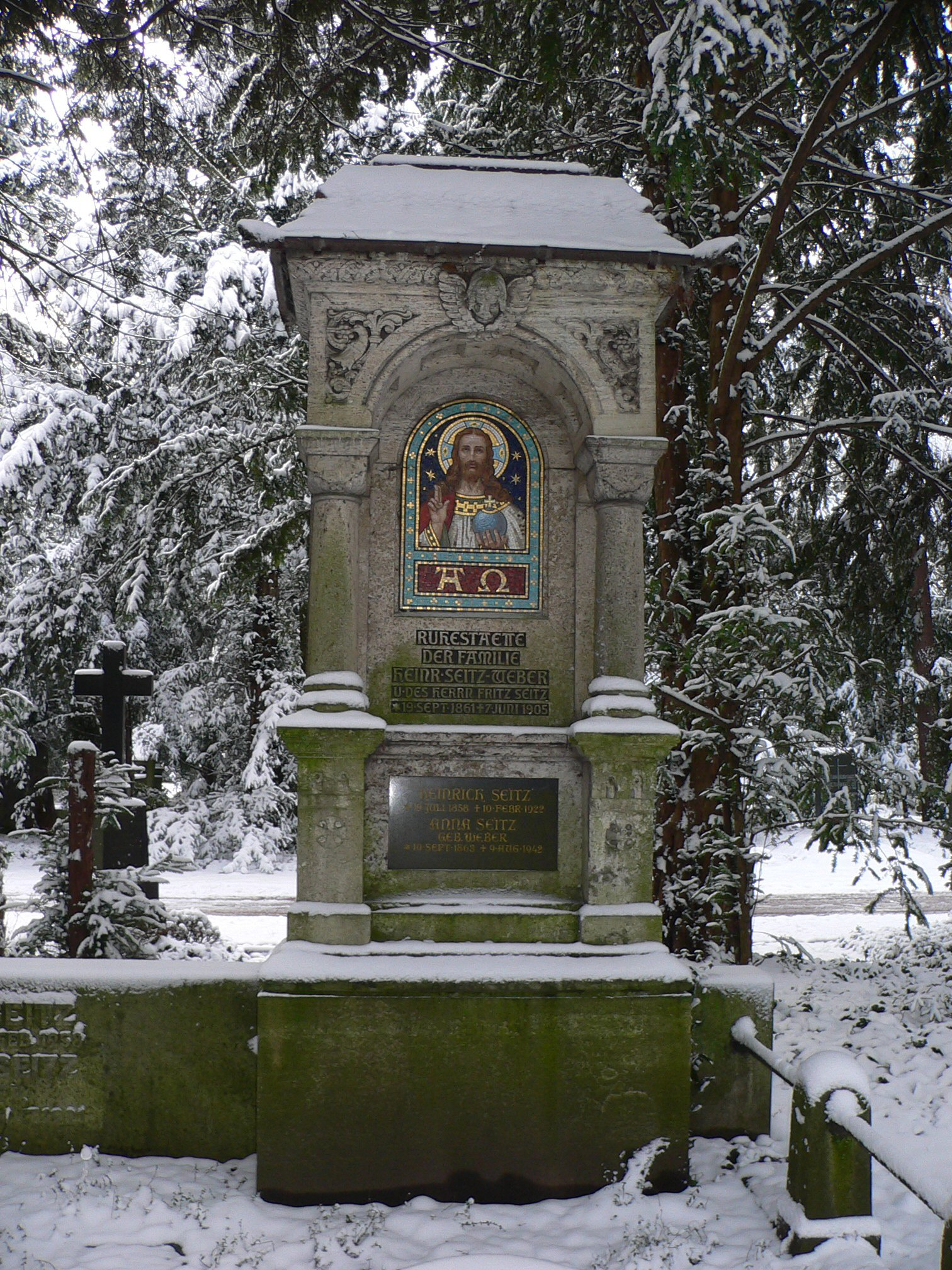
Tombe de la famille Seitz

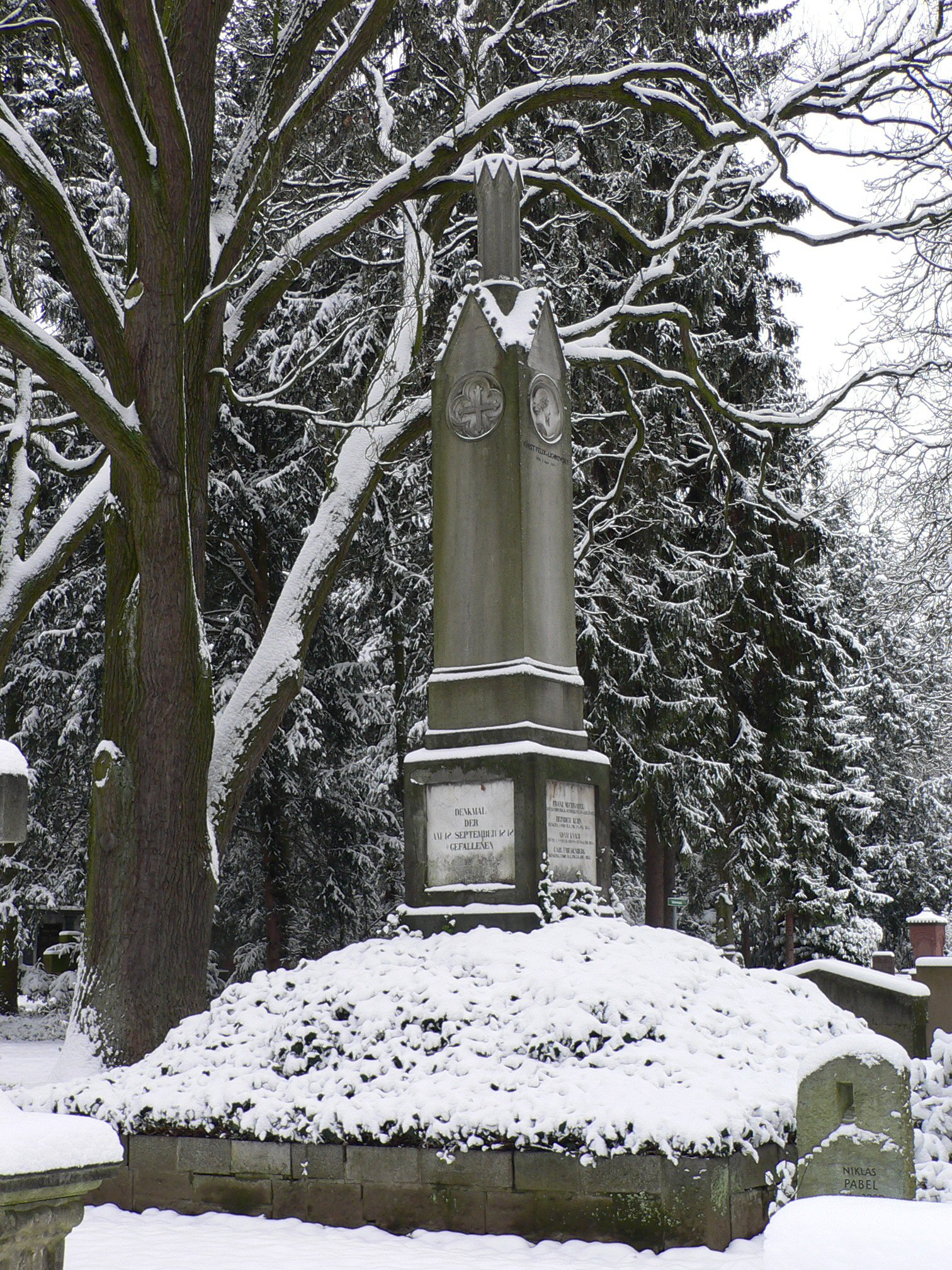
Mémorial aux victimes de la révolution de 1848

- Theodor W. Adorno (1903-1969), philosophe
- Alois Alzheimer (1864-1915), neurologue, psychiatre
- Rudi Arndt (1927-2004), homme politique du SPD
- Hans von Auerswald (1792-1848), général prussien
- Jakob Becker (1810-1872), peintre
- Famille von Bethmann, banquiers
- Friedrich von Blittersdorf (1792-1861), ministre des Affaires étrangères du grand-duché de Bade
- Fritz Boehle (1873-1916), peintre
- Margarete Buber-Neumann, née Thüring (1901-1989, communiste allemande
- Peter Burnitz (1824-1886), peintre
- Philipp Jakob Cretzschmar (1786-1845), zoologiste
- Anselm von Feuerbach (1775-1833), criminaliste
- Leo Frobenius (1873-1938), explorateur
- Georg Goltermann (1824-1898), violoncelliste et compositeur
- Karl Gutzkow (1811-1878), écrivain
- Heinrich Hasselhorst (1825-1904), peintre
- Hermann von Stülpnagel (1839-1912), général
- Ricarda Huch (1864-1947), femme de lettres
- Johanna Kirchner (1889-1944), résistante au national-socialisme
- Edwin von Manteuffel (1809-1885), maréchal
- Cécile Mendelssohn, née Jeanrenaud (1817-1853), épouse de Felix Mendelssohn
- Alexander Mitscherlich (1908-1982), psychanalyste et écrivain
- Carl Morgenstern (1811-1893), peintre
- Johann Friedrich Morgenstern (1777-1844), peintre et graveur
- Victor Müller (1830-1871), peintre
- Camille de Polignac (1832-1913), général français
- Ferdinand Ries (1784-1838), compositeur et pianiste
- Eduard Rüppell (1794-1884), explorateur
- Dorothée Schlegel, née Mendelssohn (1764-1839), femme de lettres
- Otto Scholderer (1834-1902), peintre
- Arthur Schopenhauer (1788-1860), philosophe
- Samuel Thomas von Sömmering (1755-1830), anthropologue et paléontologue
- Carl-Heinrich von Stülpnagel (1886–1944), General der Infanterie et résistant au nazisme – plaque commémorative contre le Mur 402b
- Franz Xaver Winterhalter (1805-1873), peintre

## Source
- (de) Cet article est partiellement ou en totalité issu de l’article de Wikipédia en allemand intitulé « Hauptfriedhof Frankfurt » (voir la liste des auteurs).